# Alicia Sacramone
Alicia Marie Sacramone (Boston, 3 dicembre 1987) è un'ex ginnasta statunitense.
Inizia a praticare la ginnastica artistica all'età di otto anni, ma solo nel 2002 inizia a competere a livello agonistico e, l'anno seguente, entra nella squadra nazionale statunitense.
Partecipa ai Campionati Nazionali dal 2004 al 2008 vincendo in totale dodici medaglie, tra cui quattro ori al volteggio e due al corpo libero. Dal 2005 al 2007 partecipa ai Campionati Mondiali dove vince sette medaglie, tra cui l'oro al corpo libero nel 2005 e l'oro al concorso generale a squadre nel 2007. Alle Olimpiadi Estive del 2008 vince l'argento insieme al team statunitense.
Nel 2010, dopo un periodo di inattività, torna a competere ai Campionati Nazionali e vince l'oro al volteggio. Ai Campionati Mondiali di Rotterdam dello stesso anno, vince il titolo mondiali al volteggio: questa è la nona medaglia vinta dalla ginnasta, raggiungendo così il record di Shannon Miller e Nastia Liukin, le ginnaste statunitensi ad aver vinto più medaglie d'oro ai Campionati Mondiali. Con l'oro a squadre ai Campionati Mondiali di Tokyo diventa la ginnasta statunitense più vincente.

## Biografia
Alicia Sacramone nasce il 3 dicembre 1987 a Boston (Massachusetts) da Fred, un ortodontista, e Gail Sacramone. Alicia ha anche un fratello maggiore, Jonathan, laureatosi alla Winchester High School nel 2006. Ha origini italiane.

### Carriera Juniores
Alicia inizia a studiare danza all'età di tre anni ed entra nella ginnastica cinque anni dopo, ad otto anni, nel 1995. Inizia la sua carriera da ginnasta con gli allenatori rumeni Mihai e Silvia Brestyan alla "Gymnastics and More" e continua ad allenarsi con loro anche dopo aver aperto la loro palestra ad Ashland. Tuttora i Brestyans allenano la Sacramone.
La Sacramone inizia a competere a livelli mondiali nel 2002, arrivando settima al concorso generale e sesta al volteggio agli U.S. Classic juniores. Nello stesso anno partecipa ai Campionati Nazionali dove arriva seconda al concorso generale individuale e settima alla trave. I suoi risultati migliorano visibilmente l'anno successivo, arrivando quattordicesima al concorso generale ai Campionati Nazionali. Vince la medaglia di bronzo al volteggio ed entra nella squadra nazionale statunitense. Nel 2003 compete alla prima gara internazionale, i Massilia Cup del 2003, dove arriva quarta al corpo libero e nona al volteggio.

### Carriera Senior
Nel 2004, Alicia diventa un membro della nazionale statunitense e partecipa ai Pacific Alliance Championship delle Hawaii. Contribuisce a far vincere alla squadra l'oro nel concorso generale e diventa anche campionessa al volteggio.
Le buone performance della Sacramone catturano l'attenzione dei media, che iniziano a considerarla come una futura campionessa alle Olimpiadi di Atene. Tuttavia, ai Campionati Nazionali del 2004, le sue performance piene di errori compromettono la sua entrata nella squadra olimpica. Nonostante questo vince la medaglia d'argento al volteggio e arriva diciannovesima al concorso generale. Non si qualifica quindi ai Trials Olimpici. Si procura anche dei problemi alla schiena e il tempo di guarigione è piuttosto lungo.
Alicia torna a competere alla fine del 2004 con la Nazionale Statunitense ai Giochi Panamericani, dove vince l'oro al volteggio e al corpo libero.

#### 2005-2006: Primi successi ai Campionati Mondiali
Ai Campionati Nazionali del 2005, Alicia vince il titolo individuale al volteggio e al corpo libero (ottenendo un punteggio di 9.9). Arriva anche terza alla trave e quarta al concorso generale individuale. Viene convocata dalla Nazionale per partecipare ai Campionati Mondiali del 2005 a Melbourne, Australia. Vince la medaglia d'oro al corpo libero e il bronzo al volteggio. Ai World Cup difende anche il titolo di campionessa al volteggio, arrivando prima sia a Gand che a Parigi.
Continua a competere per la Nazionale Statunitense anche nel 2006, partecipando ai Campionati Mondiali di Aarhus, dove vince la medaglia d'argento con la squadra americana e l'argento al volteggio. Difende il titolo al volteggio e al corpo libero ai Campionati Nazionali. Nel settembre del 2006, Alicia si iscrive alla Brown University ed entra nel team della scuola. Al suo primo anno come Brown Bears (questo è il nome delle squadre atletiche della Brown University), la Sacramone ottiene i punteggi più alti al concorso generale individuale, al volteggio e al corpo libero.

#### 2007
Ai Campionati Nazionali compete in tre attrezzi: volteggio, corpo libero e trave. Difende il suo titolo al volteggio vincendo l'oro. Inoltre, vince l'argento al corpo libero e il bronzo alla trave. In seguito, viene convocata dalla squadra americana per competere ai Campionati Mondiali di Stoccarda, Germania.
Durante le qualificazioni per le finali ad attrezzo ai Campionati Mondiali, con due buone performance, si qualifica per le finali al corpo libero e al volteggio. Contribuisce, inoltre, a far qualificare la squadra nazionale alla finale del concorso a squadre. Alicia ottiene anche un punteggio sufficientemente alto per farla partecipare alle finali alla trave. Comunque, secondo le nuove regole della FIG solo due atlete per nazione possono partecipare ad una finale ad attrezzo, e le due atlete in questione sono Nastia Liukin e Shawn Johnson.
Per la finale al concorso generale a squadre compete al volteggio, trave e corpo libero, ottenendo rispettivamente 15.750, 15.600 e 15.325 punti. In totale, il team statunitense ottiene 184.400 punti e vince la medaglia d'oro. La Sacramone vince inoltre la medaglia di bronzo al volteggio e l'argento al corpo libero, dietro alla connazionale Shawn Johnson. Dopo la performance è visibilmente turbata per il risultato ottenuto e cerca a fatica di trattenere le lacrime.

#### 2008: Argento olimpico e momentaneo ritiro
Durante l'anno scolastico 2007/2008, Alicia continua a lavorare con i Brown Bears, diventando vice-allenatore. Continua a studiare alla Brown concentrandosi nella sociologia, ma prende un periodo di pausa dalla scuola per prepararsi alle Olimpiadi di Pechino.
Compete ai Campionati Nazionali di Boston e ai Trials Olimpici di Filadelfia. Il 19 giugno viene convocata e diventa un membro della squadra olimpica americana.
Alle Olimpiadi, Alicia compete in tre attrezzi e si qualifica insieme alla squadra statunitense per la finale del concorso a squadre. In quest'ultimo evento, ottiene 15.675 punti al volteggio, ma cade sia al corpo libero (14.125 punti) che alla trave (15.100 punti).
Nei giorni seguenti alla finale, la Sacramone viene incolpata per il secondo posto conquistato dalla squadra statunitense e viene criticata da molti media. Lei stessa si assume la responsabilità per il risultato, "È abbastanza difficile non incolpare me stessa". Tuttavia, alcuni esperti di ginnastica artistica fanno notare che lo stacco di punti tra la Cina e gli Stati Uniti è troppo ampio e, neanche con delle buone performance della Sacramone, il team statunitense avrebbe vinto l'oro. È stata sostenuta anche dal suo team. In un'intervista, Bridget Sloan, dichiara: "Tutti quanti abbiamo commesso degli errori. È molto difficile vedere Alicia lasciare queste Olimpiadi sapendo che lei pensa che sia stata colpa sua. Non lo è sicuramente e l'abbiamo molto sostenuta su questo".
Individualmente, si è classificata al terzo posto ai preliminari al volteggio e arriva così all'evento finale. Qui arriva quarta, dietro a Hong Un Jong, Oksana Chusovitina e Cheng Fei (nonostante sia caduta nella seconda rotazione). Alle preliminari alla trave arriva quarta, dietro alle connazionali Nastia Liukin e Shawn Johnson, ma non partecipa alla finale a causa della regola "due atlete per ogni paese".
In un'intervista, Alicia Sacramone accenna ad un probabile ritiro dopo le Olimpiadi di Pechino. Conferma il suo ritiro temporaneo nel febbraio del 2009, durante un'intervista ai Boston Bruins Hockey Game.

#### 2009-2010: Il ritorno
Il 6 agosto 2009, annuncia il suo ritorno ad allenarsi a livello agonistico. Il suo ritorno, tuttavia, è stato rallentato a causa di un intervento chirurgico alla spalla all'inizio dell'anno.
Il 24 luglio 2010 torna a competere ai CoverGirl Classic. Arriva prima alla trave e al volteggio, non compete al corpo libero e alle parallele asimmetriche. Il suo ritorno alle competizioni è stato giudicato come un successo ed è stata nominata come "atleta dell'anno" da USA Today.
In agosto compete ai Campionati Nazionali, gareggiando solo al volteggio e alla trave. Arriva prima al volteggio (quinto titolo nazionale in quest'attrezzo) e seconda alla trave. È nominata come atleta dell'anno. Ai Mondiali di ottobre, vince la medaglia d'oro al volteggio e l'argento al concorso a squadre. Questa è la sua nona medaglia e raggiunge il record di Shannon Miller e Nastia Liukin come atleta statunitense ad aver vinto più medaglie ai Campionati Mondiali.

#### 2011
Nel luglio 2011, Alicia aggiunge il suo esercizio al corpo libero nel suo repertorio.
Partecipa ai CoverGirl Classic di Chicago, Illinois, vincendo l'oro al volteggio e alla trave (insieme a Jordyn Wieber), il bronzo al corpo libero (13.900 punti). Ai Campionati Nazionali di St. Paul, Minnesota, vince il titolo alla trave, l'argento al volteggio e arriva ottava al corpo libero. Entra di seguito a far parte della squadra che competerà ai Mondiali di Tokyo.
Allenandosi, si procura un problema al tallone d'Achille a cui si opererà in seguito. Ai Campionati Mondiali vince l'oro al concorso generale a squadre, diventando la ginnasta americana ad aver vinto più medaglie mondiali.

#### 2012: Mancata convocazione Olimpica e Ritiro
Dopo l'infortunio, torna a competere dall'8 al 10 giugno partecipando ai Visa Championship. Durante la prima giornata, compete alla trave e al volteggio, qualificandosi rispettivamente seconda e settima. Vince il titolo al volteggio e arriva terza alla trave.
Durante i Trials Olimpici, l'ultima tappa per selezionare le ginnaste che parteciperanno alle Olimpiadi di Londra, Alicia esegue due buone prestazioni alla trave e al volteggio, arrivando in entrambi gli attrezzi al secondo posto ma non viene scelta da Márta Károlyi per far parte della squadra olimpica statunitense. Decide di ritirarsi il giorno stesso, dichiarando "Grazie a tutti i miei supporters! Siete stati veramente fantastici! Lascio questo sport senza alcun rimpianto".